# Izidor Penko
Izidor Penko (Ljubljana, 25 juli 1996) is een Sloveens wielrenner die anno 2018 rijdt voor Ljubljana Gusto Xaurum.

## Carrière
Als junior werd Penko in 2014, achter Jon Božič tweede op het nationale kampioenschap tijdrijden en won hij de Trofeo Comune di Vertova. Op het wereldkampioenschap werd hij zesde in de wegwedstrijd.
In 2017 nam Penko als nationaal kampioen deel aan de tijdrit voor beloften op het wereldkampioenschap. Hij zette de vijftiende tijd neer, waarmee hij zeven plaatsen hoger eindigde dan het jaar ervoor.

## Overwinningen
2014
Trofeo comune di Vertova
2017
 Sloveens kampioen tijdrijden, Beloften
2018
 Tijdrit op de Middellandse Zeespelen

## Ploegen
- 2015 –  Radenska Ljubljana
- 2016 –  Radenska-Ljubljana
- 2017 –  ROG-Ljubljana
- 2018 –  Ljubljana Gusto Xaurum

Andrejaš · Finkšt · Jenko · Jerkič · Korošec · Maltar · Miškulin · Penko · Ručigaj · Sever
Andrejaš · Finkšt · Grošelj · Jerman · Merčun · Penko · Pogačar · Prah · Ručigaj
Cizelj · Debevec · Finkšt · Grošelj · Guy · Hill · Huang · Jerman · Lu · Nishi · Penko · Pogačar · Potočki · Prah · Ručigaj